# Byviksfortet

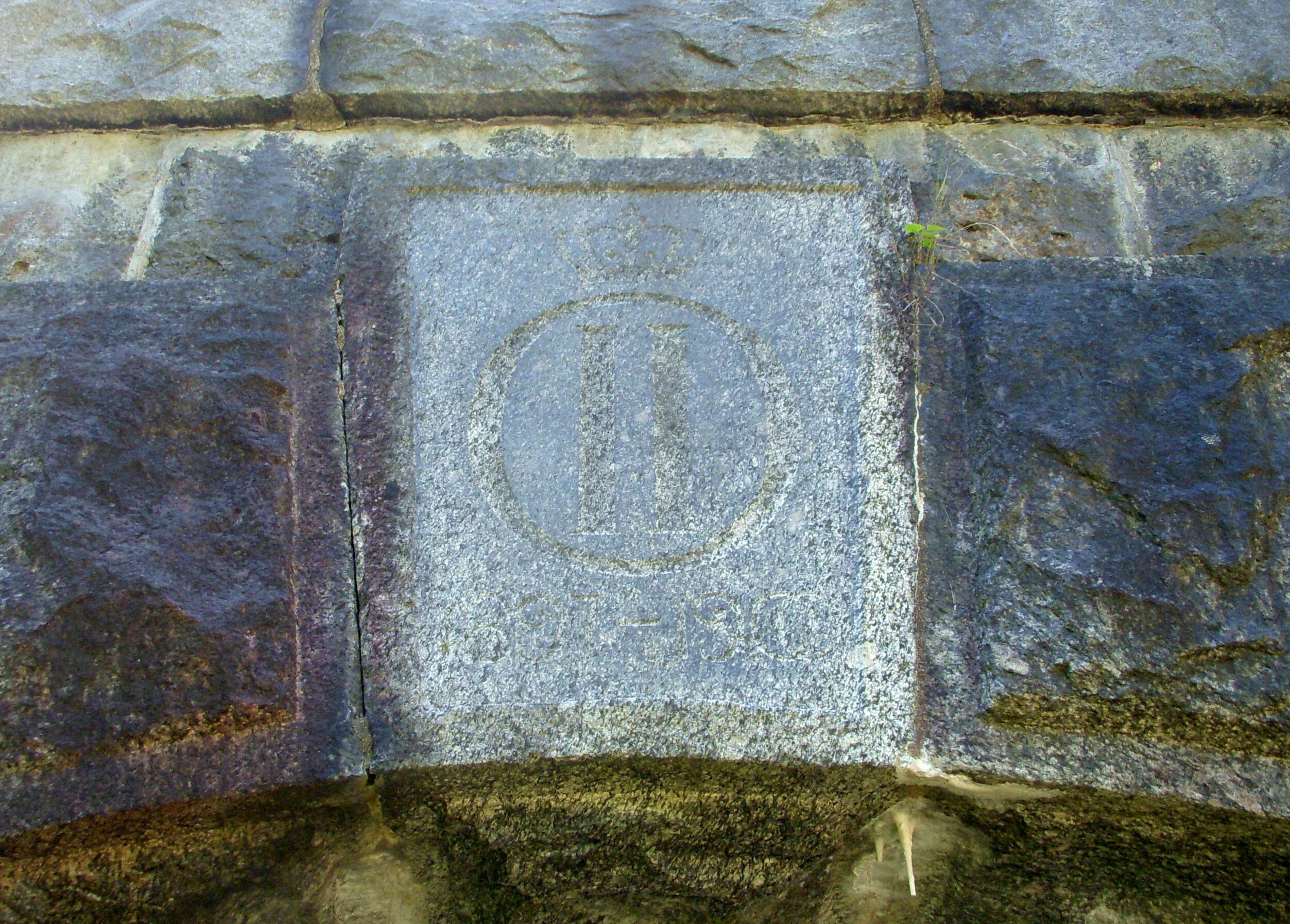
Oscar II:s namnschiffer och årtalen 1897-1900.

Byviksfortet, även kallat 8:e batteriet, är en äldre försvarsanläggning på Rindö i Vaxholms kommun. Byviksfortet betecknas även som Värmdölinjens 8:e batteri trots att det står på Rindösidan.
Fortet byggdes 1897–1903 för att hindra en inträngning genom Oxdjupet som på 1870-talet muddrats efter att Vaxholms fästning dömts ut i försvarsändamål. Fortet placerades strax nordost om fästningen Oskar-Fredriksborg och var en del av den så kallade Vaxholmslinjen. Fortet sprängdes in i urberget innanför djupa gravar i triangelform och försågs med 12 cm och 57 mm kanoner i pansartorn och flankgallerier.
Beväpning:
4 st 12 cm kanoner m/94D i 12 cm tornlavettage m/97A
3 st 57 mm kanon m/99 i 57 mm tornlavettage m/00B
6 st 57 mm kaponjärkanon m/95B i 57 mm kasemattlavettage m/00B i flankgallerier.
Vid partier med skörare eller lägre berg murades granitmurar upp medan hjässan förstärktes med betong. Över fortets port finns Oscar II:s namnschiffer och årtalen 1897–1900.
År 1902 bestod Vaxholms fästnings försvarsområde av land- och vattenområden från sunden väster om Resarö till norra Värmdö. Totalt ingick 37 batterier, rörligt artilleri, mineringar, infanteri samt en reserv av rörliga förband med bland annat ingenjörstrupp och ballongavdelning.
Genom försvarsbeslutet 1925, som syftade till nedrustning, utgick Vaxholmslinjen ur krigsorganisationen till förmån för Vaxholms yttre befästningslinje. Byviksfortet utgick ur organisationen 1926. Fortet kom istället att användas som förråd. De fyra 12 cm kanonerna flyttades till Lidö 1941 i och med att den yttre Havsbandslinjen anlades.
Efter nedläggning av det batteriet på Lidö 2000 togs tre av fyra pjäser åter till Rindö för uppsättning på Byviksfortet. Under 2008 kom dock regeringsbeslut att försöka sälja bland annat Byviksfortet och planerna på att återföra pjäserna stoppades. Två pjäser skrotades och den tredje sattes under 2009 upp i Vaxholms fästnings museum.

## Bilder

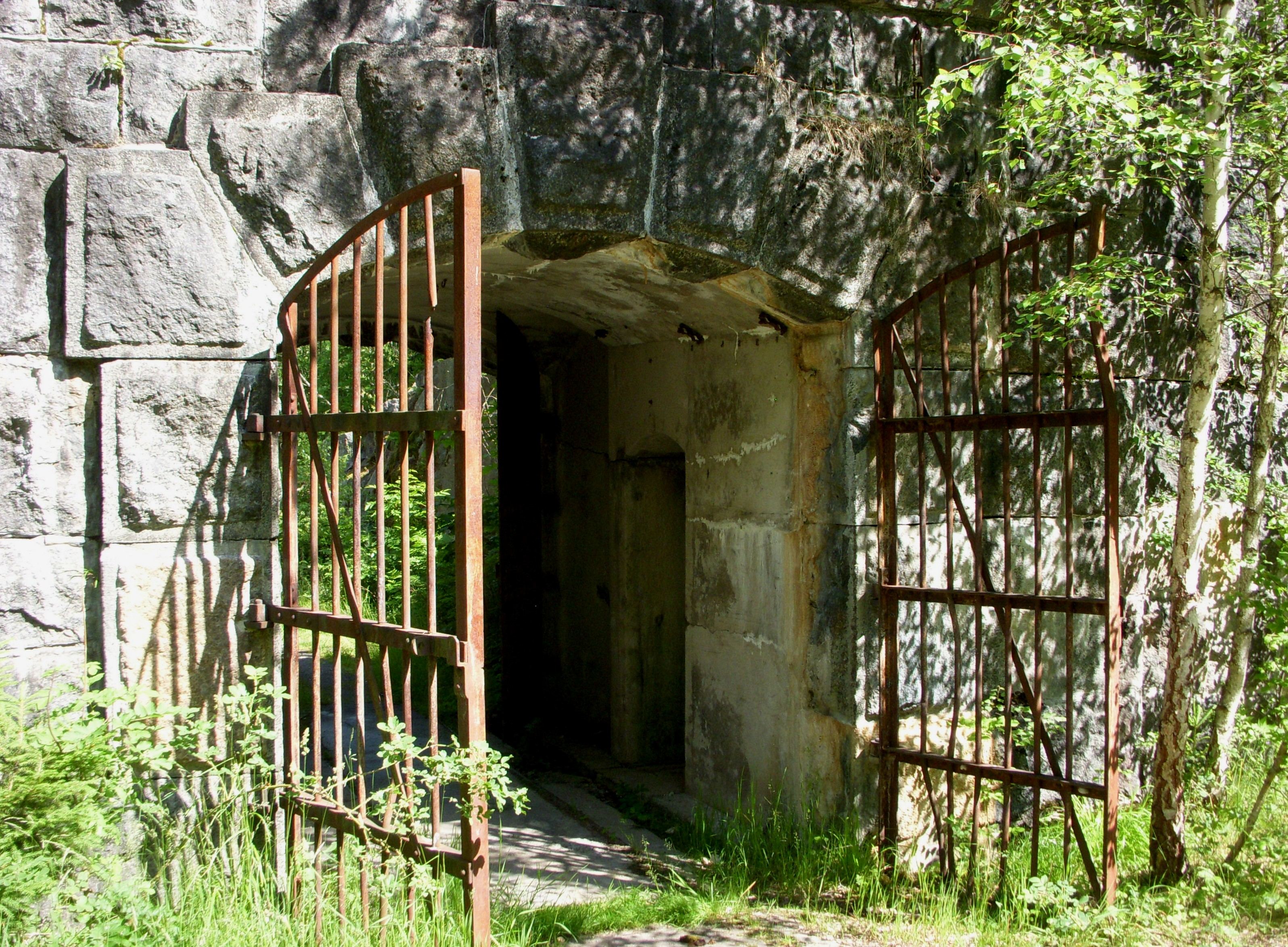
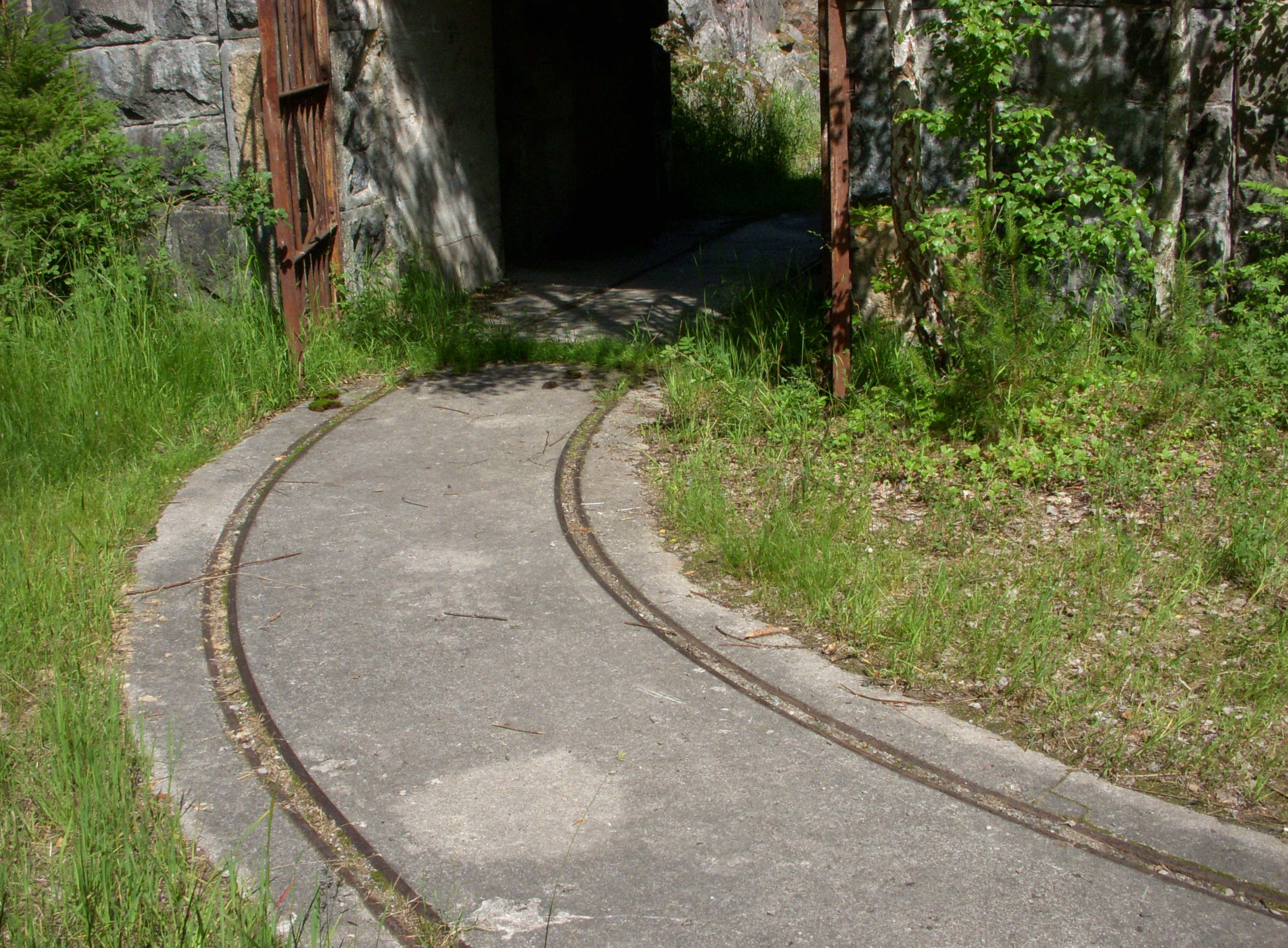
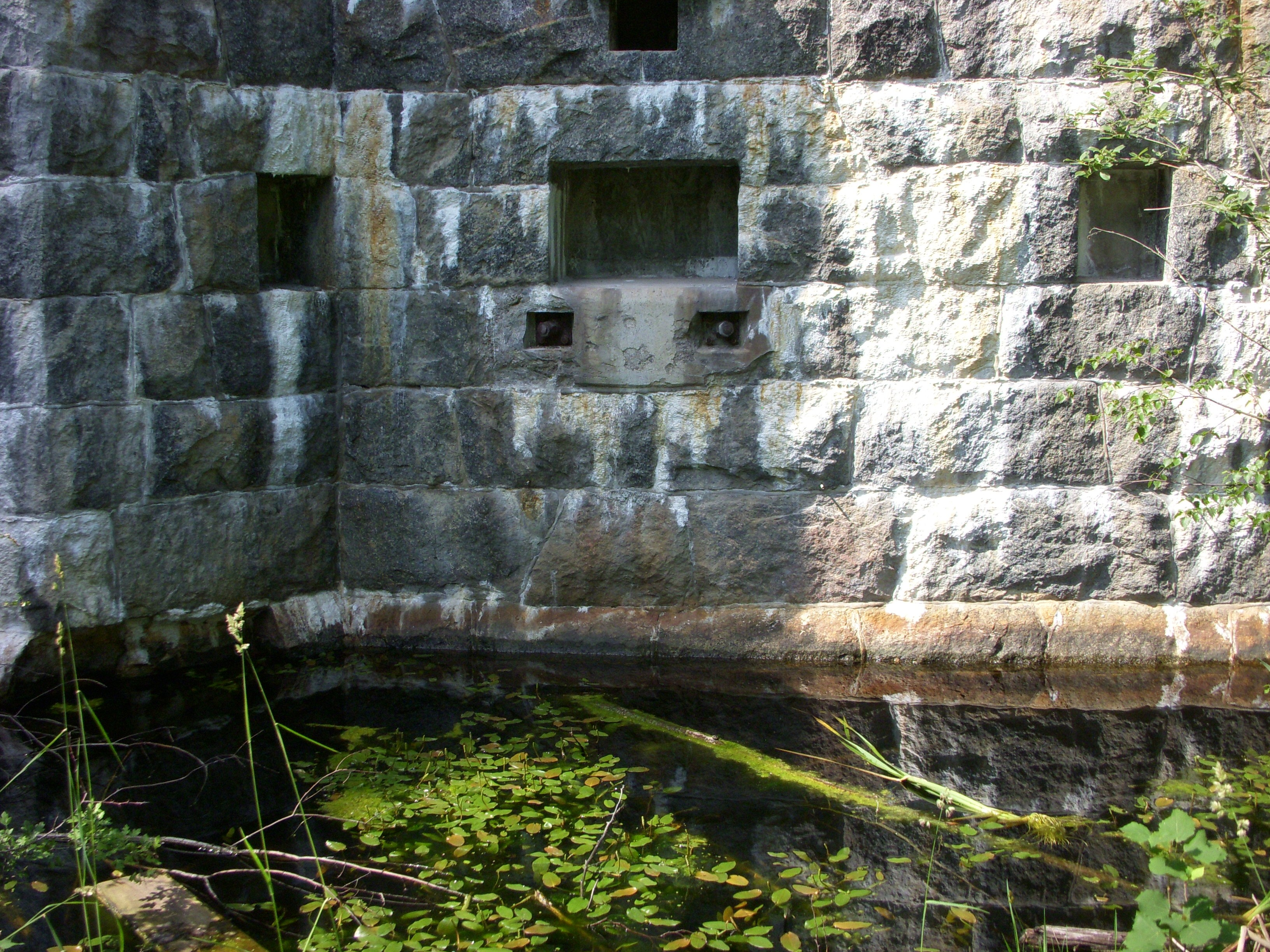
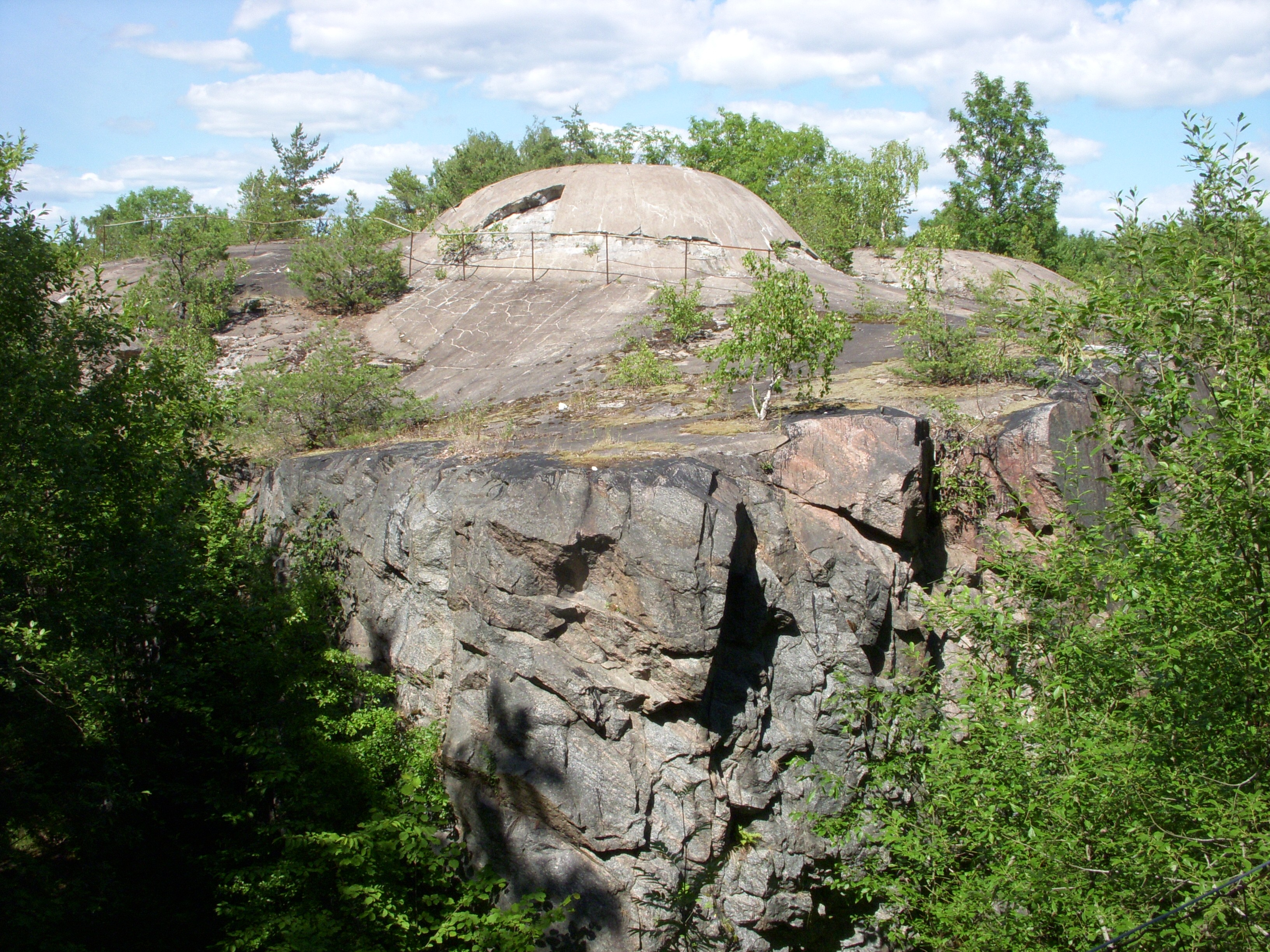